# Indira Gandhi Arena
Indira Gandhi Arena – hala sportowa w stolicy Indii, Nowym Delhi, otwarta w 1982 roku
W 2010 roku odbywały się tutaj częściowo Igrzyska Wspólnoty Narodów. Dyscyplinami, które odbyły się na obiekcie było łucznictwo, kolarstwo, gimnastyka oraz zapasy.
31 grudnia 2011 roku odbył się gruntowny remont areny.